# Boris Strel
Boris Strel, slovenski alpski smučar, * 20. oktober 1959, Žiri, Slovenija, Jugoslavija, † 28. marec 2013, Škofja loka, Slovenija.

## Športna kariera
Leta 1977 je v Kranjski Gori v veleslalomu postal evropski mladinski prvak. Kot izrazit specialist za veleslalom si je prve točke svetovnega pokala prismučal v sezoni 1979/80. 15. decembra 1981 je v italijanski Cortini d'Ampezzo dosegel svojo edino zmago, ki je bila vse do zmage Žana Kranjca, 18. decembra 2018, tudi edina slovenska moška veleslalomska zmaga. 3. februarja 1982 si je v veleslalomski tekmi svetovnega prvenstva v Schladmingu prismučal bronasto kolajno. Na zimskih olimpijskih igrah je nastopil dvakrat. Leta 1980 v Lake Placidu je bil osmi, štiri leta kasneje v Sarajevu pa peti, obakrat v veleslalomu. Poleg omenjene zmage je še enkrat stopil na zmagovalne stopničke za drugo mesto v švicarskem Adelbodnu (26. januar 1981), 23-krat bil v deseterici, 33-krat pa se je uvrstil v najboljšo petnajsterico, ki je takrat prejela točke svetovnega pokala. Po koncu sezone 1984/85 je prenehal s tekmovalnim smučanjem. 
Dosegel je eno zmago v Svetovnem pokalu v veleslalomu:
| Sezona  | Datum             | Prizorišče        | Država  |
| ------- | ----------------- | ----------------- | ------- |
| 1981/82 | 15. december 1981 | Cortina d'Ampezzo | Italija |

## Podjetništvo
V času nekdanje SFRJ je bil tudi zastopnik nekaterih tujih znamk smučarske opreme. Po športni karieri se je ukvarjal s poučevanjem smučanja ter prodajo, izposojo in servisiranjem smučarske opreme. Servise smučarske opreme je imel v Škofji Loki in v Črnučah, zadnja leta pa je imel testni center, izposojevalnico in servis smučarske opreme še na Krvavcu. Skupaj s sinom Tomažem, sicer uspešnim tenisačem, sta vodila ustanovila podjetje Tobos, d. o. o.